# Максименко, Владимир Александрович (биофизик)
Влади́мир Алекса́ндрович Максиме́нко (род. 17 декабря 1989, Аткарск, Саратовская область, СССР) — российский биофизик, специалист в области анализа биомедицинских данных и разработки интерфейсов мозг-компьютер, доктор физико-математических наук, профессор Университета Иннополис, Лауреат Премии Президента Российской Федерации в области науки и инноваций для молодых учёных (2020).

## Биография
Родился 17 декабря 1989 года в Аткарске (Саратовская область) в семье медицинских работников А. Е. Максименко и И. А. Максименко.
В 2007 году окончил в МОУ СОШ № 3 города Аткарска с золотой медалью.
В 2007 году поступил в Саратовский государственный университет имени Н. Г. Чернышевского на факультет нелинейных процессов, который закончил с отличием в 2012 году.
В 2015 году на кафедре электроники, колебаний и волн СГУ имени Н. Г. Чернышевского защитил диссертацию на соискание ученой степени кандидата физико-математических наук на тему «Эволюция динамических режимов в пространственно-распределенных системах электронной природы» по специальности «Радиофизика». Научный руководитель: доктор физико-математических наук, профессор А. А. Короновский.
В 2020 году защитил диссертацию на соискание ученой степени доктора физико-математических наук в СГТУ имени Гагарина Ю. А. по специальности «Математическое моделирование, численные методы и комплексы программ» на тему «Математическое моделирование динамики нейронных ансамблей и разработка численных алгоритмов и комплексов программ мониторинга и контроля активности мозга». Научный консультант: доктор физико-математических наук, профессор А. Е. Храмов.
В 2020 году стал лауреатом Премии Президента Российской Федерации в области науки и инноваций для молодых учёных.
С 2021 года — профессор Университета Иннополис.